# Asarum epigynum
Asarum epigynum là một loài thực vật có hoa trong họ Aristolochiaceae. Loài này được Hayata mô tả khoa học đầu tiên năm 1915.